# Contessa (Decibel)
Contessa è una canzone dei Decibel del 1980, con musica composta da Fulvio Muzio e testo da Enrico Ruggeri. È la canzone di maggior successo dei Decibel, con la quale il gruppo ha partecipato, giungendo in finale, al Festival di Sanremo 1980. La canzone non va confusa con l'omonimo brano di Paolo Pietrangeli.

## Storia
La musica di Contessa fu composta da Fulvio Muzio nell'estate del 1979, nell'intento di scrivere qualcosa di inconsueto da inserire nell'album dei Decibel, Vivo da re; Enrico Ruggeri, una volta ascoltato il brano, impiegò solo pochi giorni per darle il titolo e scriverne il testo.

## Struttura
Contessa comincia con una successione di accordi maggiori scanditi con una ripetitività meccanica e marziale che introduce e si prolunga nella strofa, a cui segue una scala discendente in semitoni che conduce dal re minore al la maggiore. A pochi secondi dal termine la canzone vira bruscamente in un ¾ che nell'incisione originale è scandito da un conto alla rovescia di dieci cifre in un francese impercettibile.

## Distribuzione

### 45 giri
Nel 1980 il brano è stato pubblicato dalla Spaghetti Records anche come singolo, sul lato A di un disco in vinile a 45 giri abbinato a Teenager (lato B).

#### Tracce
1. Contessa – 3:02 (testo: Enrico Ruggeri – musica: Fulvio Muzio)
2. Teenager – 2:42 (Enrico Ruggeri)

## Formazione

### Gruppo
- Enrico Ruggeri – voce, cori
- Fulvio Muzio – pianoforte, pianoforte elettrico
- Silvio Capeccia – pianoforte, sintetizzatore, cori
- Mino Riboni – basso, cori

### Altri musicisti
- Walter Calloni – batteria
- Renato Riccio – violino
- Ugo Martelli – violino

## Cover

### Enrico Ruggeri
- 1984 – in Presente (CGD)
- 1987 – in Vai Rouge (CGD; esecuzione strumentale eseguita dall'Orchestra Classica di Alessandria[3])
- 2001 – ne La vie en rouge (PDU)
- 2004 – in Ulisse (Sony Music)
- 2012 – feat. Marta sui Tubi ne Le canzoni ai testimoni (Universal Music Italia)
- 2015 – in Pezzi di vita (Sony Music)

### The Bastard Sons of Dioniso
- 2009 – ne L'amor carnale (Sony Music)

## Raccolte
- Contessa in Enrico Ruggeri, La giostra della memoria (CGD, 1993)
- Contessa in Collezione Musica per sempre, vol. 4 (Corriere della Sera, 1997)
- Contessa in Collezione La grande storia della canzone italiana, vol. 13 (La Repubblica e Gruppo Editoriale L'Espresso, 2004)
- Contessa in Collezione Viaggio in musica: le canzoni della nostra vita, vol.3 (A.Mondadori Ed. per Panorama, 2004)
- Contessa in Enrico Ruggeri, Cuore, muscoli e cervello (Sony Music, BMG)
- Contessa in X Factor Compilation 2009 – Finale (RCA Records Label, 2009)

## Curiosità
- La canzone fu fatta ascoltare per la prima volta a Shel Shapiro nel settembre 1979 in una basilica sconsacrata di Milano che fungeva da sala di incisione, e ciò avvenne durante un intervallo di registrazione di un album di Mina. Il brano fu eseguito su due pianoforti acustici suonati rispettivamente da Muzio e Capeccia, e Shapiro ne restò tanto colpito che in seguito citò spesso l'emozione provata in quell'occasione.[4]
- Durante le prove di Contessa alla serata finale del festival di Sanremo, i Decibel furono raggiunti da Keith Emerson degli Emerson, Lake & Palmer che si congratulò per il brano con le seguenti parole: "Very nice, very unusual".[5]